# Frosinone Calcio 2005-2006
Questa voce raccoglie le informazioni riguardanti il Frosinone Calcio nelle competizioni ufficiali della stagione 2005-2006.

## Stagione
Nella stagione 2005-2006 il Frosinone disputa il girone B del campionato di Serie C1, con 55 punti centra il secondo posto, allw spalle del Napoli primo con 68 punti e promosso direttamente in Serie B per la prima volta nella sua storia. Il Frosinone ha dovuto giocare i Play-off, grazie al secondo posto ed una ferrea difesa vincerli, superando Sangiovannese e Grosseto e guadagnandosi l'approdo nel campionato cadetto. Allenata da Ivo Iaconi la squadra ciociara ha disputato un torneo sempre nelle prime posizioni, Napoli a parte, che in questa categoria era solo di passaggio, nei pronostici prima e poi sul campo. Ha potuto contare su un bomber di razza, come il napoletano Ciro Ginestra autore di 12 reti delle quali 1 in Coppa Italia e 11 in campionato. Brillante anche il percorso dei gialloazzurri in Coppa Italia di Serie C dove sono partiti dai sedicesimi di finale, e sono giunti fino alle semifinali, dove sono stati eliminati nel doppio confronto dal Gallipoli, che poi ha vinto la Coppa Italia. Mentre nella Coppa Italia Nazionale il Frosinone è uscito nel primo turno, vincente (5-3) sul campo contro l'Avellino dopo i calci di rigore, ma il Giudice Sportivo ha assegnato lo (0-3) agli irpini.

## Rosa
| N. |                   | Ruolo | Calciatore            |
| -- | ----------------- | ----- | --------------------- |
|    | Italia (bandiera) | C     | Giuseppe Anaclerio    |
|    | Italia (bandiera) | D     | Paolo Antonioli       |
|    | Italia (bandiera) | A     | Stefano Bellè         |
|    | Italia (bandiera) | D     | Giovanni Bruno        |
|    | Italia (bandiera) | C     | Carlo Maria Caligiuri |
|    | Italia (bandiera) | A     | Massimiliano Carlini  |
|    | Italia (bandiera) | P     | Mauro Chiodini        |
|    | Italia (bandiera) | D     | Luigi Cipriani        |
|    | Italia (bandiera) | D     | Vito Di Bari          |
|    | Italia (bandiera) | C     | David D'Antoni        |
|    | Italia (bandiera) | C     | Pietro De Giorgio     |
|    | Italia (bandiera) | D     | Christian Nardoní     |
|    | Italia (bandiera) | A     | Antonio Di Nardo      |

| N. |                   | Ruolo | Calciatore             |
| -- | ----------------- | ----- | ---------------------- |
|    | Italia (bandiera) | C     | Jimmy Fialdini         |
|    | Italia (bandiera) | A     | Ciro Ginestra          |
|    | Italia (bandiera) | D     | Michele Ischia         |
|    | Italia (bandiera) | C     | Tiziano Maggiolini     |
|    | Italia (bandiera) | A     | Marco Martini          |
|    | Italia (bandiera) | A     | Salvatore Mastronunzio |
|    | Italia (bandiera) | D     | Morris Molinari        |
|    | Italia (bandiera) | C     | Giuseppe Morfù         |
|    | Italia (bandiera) | D     | Marco Ogliari          |
|    | Italia (bandiera) | D     | Nicola Carlo Pagani    |
|    | Italia (bandiera) | C     | Massimo Perra          |
|    | Italia (bandiera) | C     | Federico Ranieri       |
|    | Italia (bandiera) | P     | Massimo Zappino        |

## Risultati

### Campionato

#### Girone di andata
| Arbitro: | Vuoto (Livorno) |

|              |           |  |
| Di Nardo 12’ | Marcatori |  |

| Arbitro: | Bo (Genova) |

|                         |           |                               |
| Boldrini 12’ Pasino 20’ | Marcatori | 9’ Di Nardo 56’ (aut.) Grassi |

| Arbitro: | Lioce (Molfetta) |

|                  |           |  |
| Bellè 89’ (rig.) | Marcatori |  |

| Arbitro: | Iannone (Napoli) |

|             |           |                  |
| Ranalli 53’ | Marcatori | 26’ Mastronunzio |

| Arbitro: | Cavarretta (Trapani) |

|                  |           |  |
| Bellè 33’ (rig.) | Marcatori |  |

| Arbitro: | Gervasoni (Mantova) |

|                |           |  |
| Kanyengele 84’ | Marcatori |  |

| Arbitro: | Zanardo (Conegliano) |

|                              |           |            |
| Da Silva 1’, 53’ Pedotti 26’ | Marcatori | 16’ Pagani |

| Arbitro: | Barbirati (Ferrara) |

|                                          |           |                           |
| Bellè 15’ (rig.) Ischia 55’ Ginestra 85’ | Marcatori | 44’ Ferrigno 61’ Castaldo |

| Arbitro: | Andolfatto (Bassano del Grappa) |

|            |           |  |
| Baclet 19’ | Marcatori |  |

| Arbitro: | Pierpaoli (Firenze) |

|                                            |           |             |
| Bellè 12’, 39’ Ginestra 54’ Di Nardo 90+4’ | Marcatori | 41’ Cellini |

| Arbitro: | Bo (Genova) |

|                                             |           |  |
| Carruezzo 3’ (rig.) Masini 50’ Oliveira 86’ | Marcatori |  |

| Arbitro: | Giglioni (Siena) |

|                                            |           |           |
| Mastronunzio 14’ Fialdini 43’ Ginestra 51’ | Marcatori | 38’ Pesce |

| Arbitro: | Ferrandini (Sondrio) |

|  |           |              |
|  | Marcatori | 25’ Ginestra |

| Arbitro: | D'Alesio (Forlì) |

|              |           |  |
| Ginestra 54’ | Marcatori |  |

| Arbitro: | Gallione (Alessandria) |

|                        |           |                          |
| Alfageme 9’ Miftah 78’ | Marcatori | 50’ (rig.), 90’ Ginestra |

| Arbitro: | Gervasoni (Mantova) |

|                  |           |                             |
| Mastronunzio 12’ | Marcatori | 41’, 82’ Bogliacino 61’ Pià |

| Arbitro: | Manera (Castelfranco Veneto) |

|  |           |                 |
|  | Marcatori | 1’ Mastronunzio |

#### Girone di ritorno
| Arbitro: | Velotto (Grosseto) |

|  |           |                          |
|  | Marcatori | 23’ Bellè 90+2’ Di Nardo |

| Arbitro: | Cavarretta (Trapani) |

|                                                   |           |  |
| Mastronunzio 49’, 52’ Ginestra 55’ Maggiolini 82’ | Marcatori |  |

| Arbitro: | Orsato (Schio) |

|            |           |              |
| Polani 77’ | Marcatori | 80’ Ginestra |

| Arbitro: | Giglioni (Siena) |

|                 |           |             |
| Mstronunzio 11’ | Marcatori | 44’ Ranalli |

| Arbitro: | Salati (Trento) |

|                     |           |                                          |
| W. Piccioni 1’, 87’ | Marcatori | 3’ Mastronunzio 52’ D'Antoni 81’ Martini |

| Arbitro: | Tommasi (Bassano del Grappa) |

|  |           |                     |
|  | Marcatori | 72’ (rig.) Biancone |

| Arbitro: | Pecorelli (Arezzo) |

|              |           |  |
| Ginestra 25’ | Marcatori |  |

| Arbitro: | Ferrandini (Sondrio) |

|                   |           |  |
| Verolino 49’, 80’ | Marcatori |  |

| Frosinone 12 marzo 2006 26ª giornata | Frosinone           | 0 – 0 | Gela | Stadio Matusa\| Arbitro: \| Barletta (Bernalda) \| |
| Arbitro:                             | Barletta (Bernalda) |       |      |                                                    |

| Arbitro: | Damato (Barletta) |

|                    |           |                          |
| Cellini 54’ (rig.) | Marcatori | 33’ Ischia 90+1’ Martini |

| Arbitro: | Celi (Bari) |

|              |           |  |
| Ginestra 52’ | Marcatori |  |

| Sassari 3 aprile 2006 29ª giornata | Torres          | 0 – 0 | Frosinone | Stadio Vanni Sanna\| Arbitro: \| Salati (Trento) \| |
| Arbitro:                           | Salati (Trento) |       |           |                                                     |

| Arbitro: | Candussio (Cervignano del Friuli) |

|                                   |           |                                             |
| Martini 22’, 35’ Mastronunzio 89’ | Marcatori | 25’ Breschi 36’ Di Nardo 90+3’ Collacchioni |

| Arbitro: | Andolfatto (Bassano del Grappa) |

|                                        |           |  |
| Virdis 12’ Conversano 75’ Pignotti 90’ | Marcatori |  |

| Arbitro: | Tasso (La Spezia) |

|  |           |              |
|  | Marcatori | 71’ Vitiello |

| Arbitro: | Mannella (Avezzano) |

|          |           |                 |
| Sosa 13’ | Marcatori | 3’ Mastronunzio |

| Arbitro: | Russo (Nola) |

|           |           |               |
| Morfù 65’ | Marcatori | 86’ Garaffoni |

### Play-off
| San Giovanni Valdarno 21 maggio 2006 Semifinale - Andata | Sangiovannese | 0 – 0 | Frosinone | Stadio Virgilio Fedini\| Arbitro: \| Celi (Bari) \| |
| Arbitro:                                                 | Celi (Bari)   |       |           |                                                     |

| Frosinone 28 maggio 2006 Semifinale - Ritorno | Frosinone      | 0 – 0 | Sangiovannese | Stadio Matusa\| Arbitro: \| Orsato (Schio) \| |
| Arbitro:                                      | Orsato (Schio) |       |               |                                               |

| Grosseto 4 giugno Finale - Andata | Grosseto          | 0 – 0 | Frosinone | Stadio Carlo Zecchini\| Arbitro: \| Damato (Barletta) \| |
| Arbitro:                          | Damato (Barletta) |       |           |                                                          |

| Arbitro: | Gervasoni (Mantova) |

|             |           |  |
| Martini 27’ | Marcatori |  |

### Coppa Italia
| Arbitro: | Messina (Bergamo) |

|                                            |                      |                                 |
| Cipriani Bellè Fialdini Ginestra De Cesare | Tiri di rigore 5 – 3 | Allegretti Millesi León Cinelli |

### Coppa Italia di Serie C
| Arbitro: | Calvarese (Teramo) |

|                   |           |                     |
| Evacuo 74’ (rig.) | Marcatori | 30’ (rig.) Di Nardo |

| Arbitro: | Ballo (Trapani) |

|                                     |           |            |
| Bellè 16’ Cipriani 65’ Ginestra 81’ | Marcatori | 73’ Evacuo |

| Arbitro: | Morabito (Messina) |

|                                                            |           |  |
| Di Nardo 15’ (rig.) Caligiuri 39’ Cipriani 61’ Carlini 87’ | Marcatori |  |

| Arbitro: | Manna (Isernia) |

|                                           |           |                                       |
| Manco 45+1’ Galizia 56’ Romano 72’ (rig.) | Marcatori | 49’, 68’ Caligiuri 85’ (rig.) Carlini |

| Arbitro: | Burdin (Cormons) |

|  |           |               |
|  | Marcatori | 38’ Caligiuri |

| Arbitro: | Musolino (Catania) |

|                                                        |           |                                |
| Caligiuri 18’ Carlini 62’ (rig.) Pisacane 90+3’ (aut.) | Marcatori | 44’ Cazzola 75’ (rig.) Improta |

| Arbitro: | Mannella (Avezzano) |

|                            |           |  |
| Castillo 35’ Innocenti 58’ | Marcatori |  |

| Arbitro: | Passeri (Gubbio) |

|             |           |  |
| Martini 85’ | Marcatori |  |